# Église Saint-Césaire de Saint-Césaire
L'église Saint-Césaire est une église de style roman saintongeais située à Saint-Césaire en Saintonge, dans le département français de la Charente-Maritime en région Nouvelle-Aquitaine.

## Historique
L'église de Saint-Césaire fut construite en style roman au XIIe siècle.
L'église a entièrement été restaurée en 1935.
Elle fait l'objet d'un classement au titre des monuments historiques depuis le 4 septembre 1913.

## Architecture

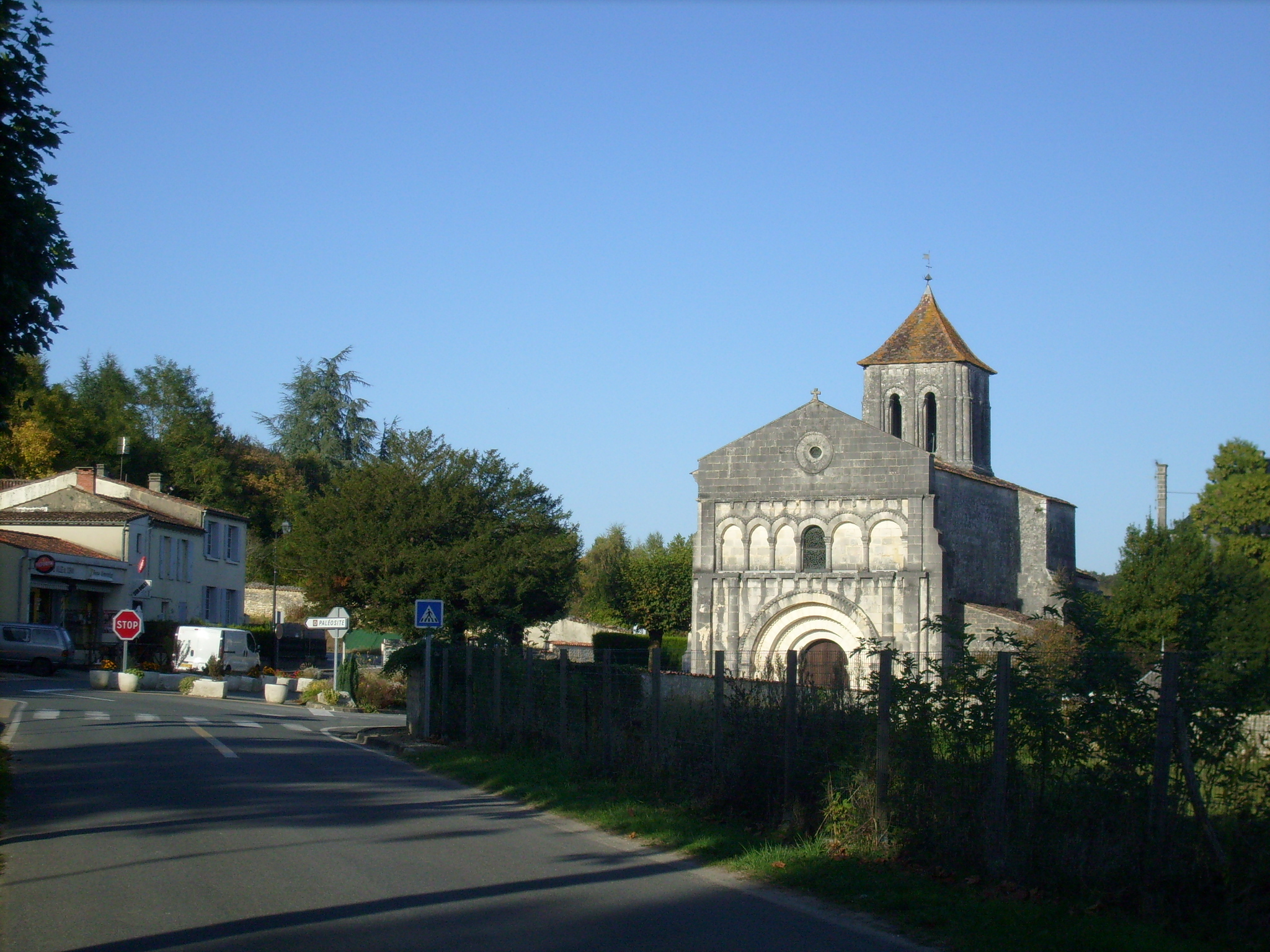
Implantation.
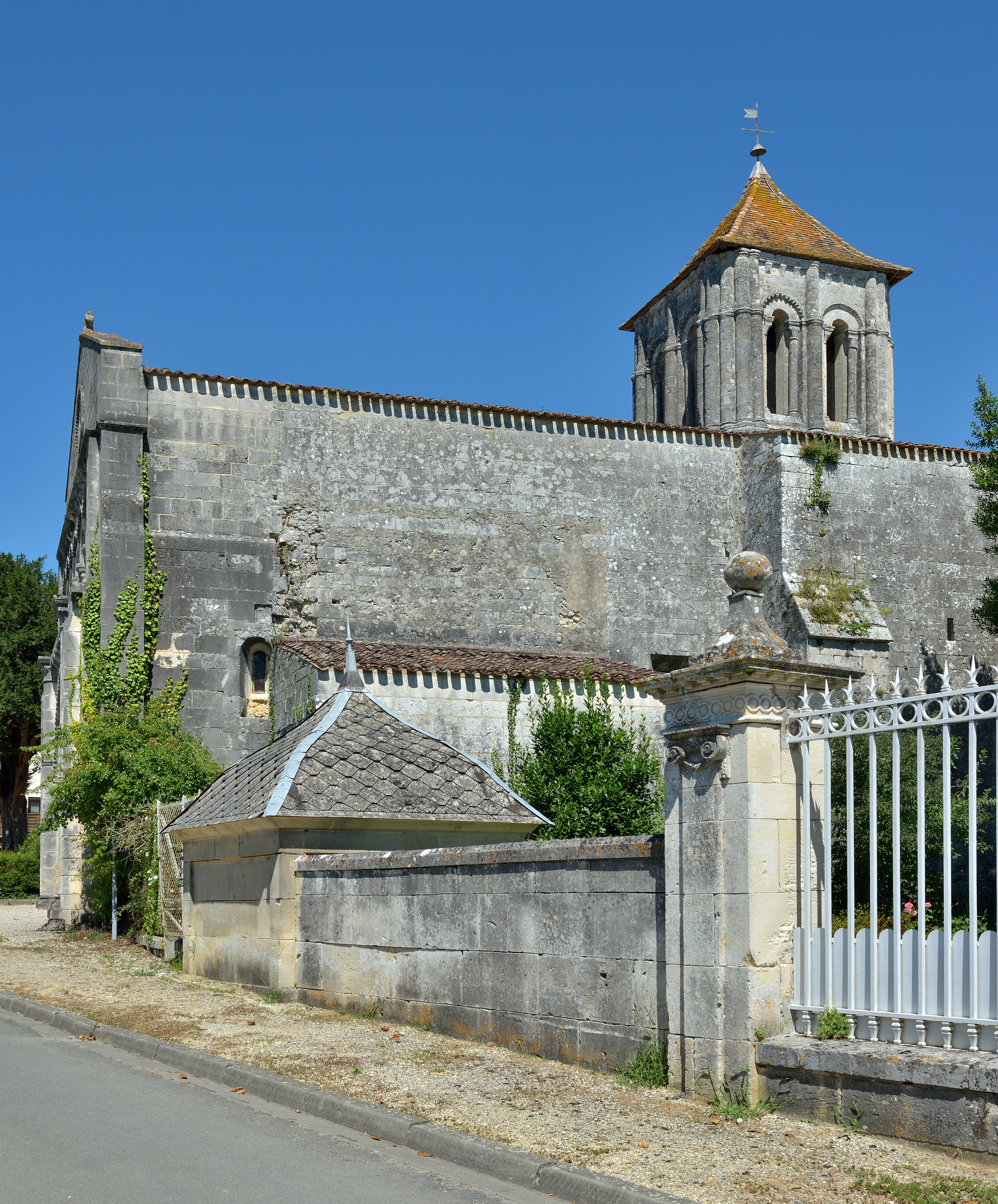
Flanc sud.
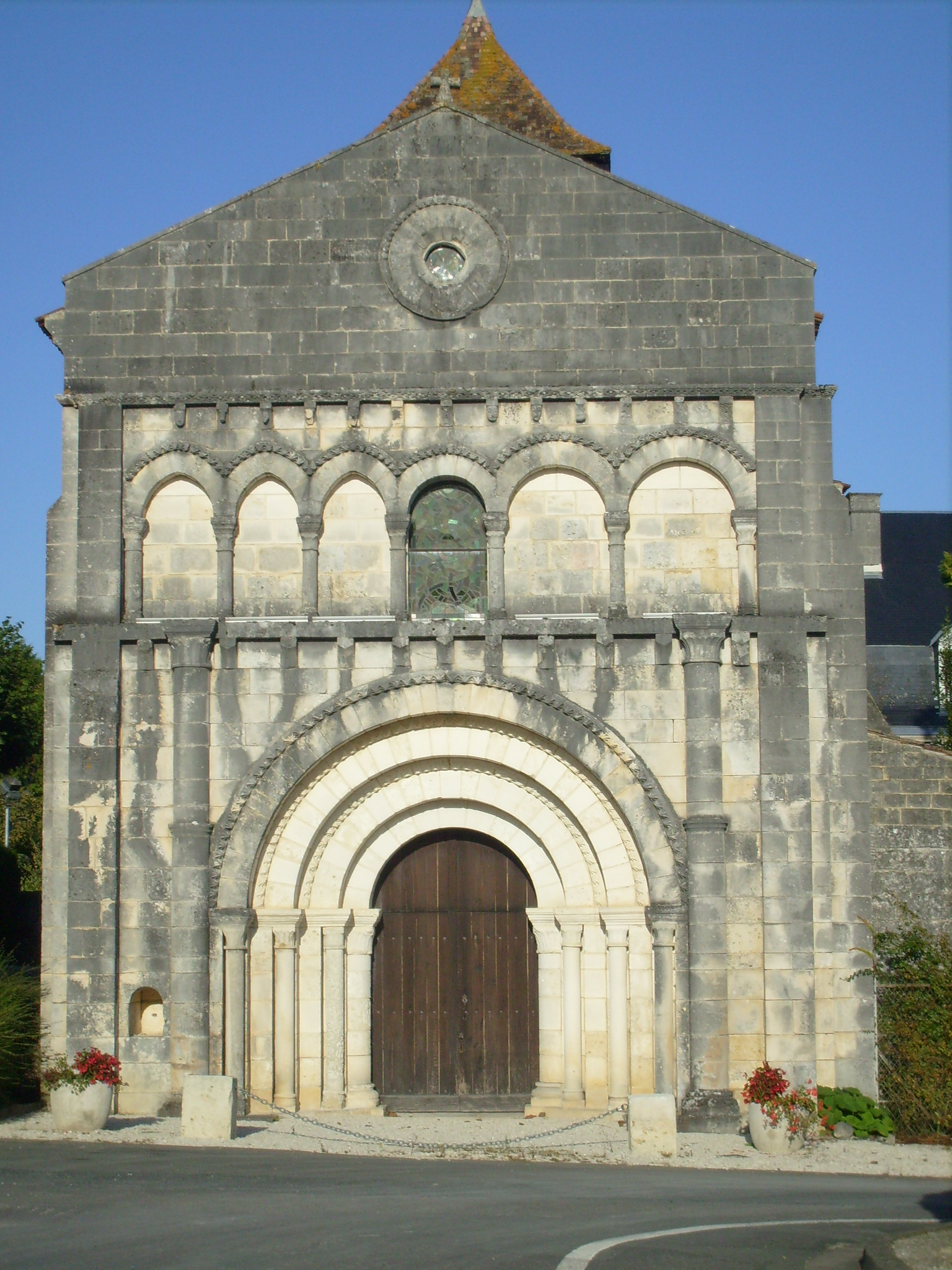
Façade.

La galerie d'arcatures surplombant le portail comporte trois baies en arcs brisés d'un côté de la fenêtre centrale et seulement deux baies en plein cintre de l'autre côté. Les deux baies de droite occupent ensemble une largeur égale à celle des trois de gauche.
Son clocher à toit pyramidal présente sur chaque face deux fenêtres séparées par des colonnes simples.
À l'intérieur, la nef à deux travées était autrefois voûtée d'ogives, mais cette voûte fut détruite au cours des guerres de Religion.
Il semblerait qu'au début du XXe siècle, un narthex s'appuyait sur sa façade. Aujourd'hui, ce narthex où se tenaient les catéchumènes a disparu.